# Bridge to Nowhere
Le Bridge to Nowhere (littéralement « Pont menant nulle part ») est un pont routier en béton enjambant le ruisseau Maungaparua dans le parc national de Whanganui, sur l'île du Nord de la Nouvelle-Zélande.

## Géographie
Aucune route n'y mène, mais le pont est une attraction touristique accessible par un trajet en bateau ou en kayak, suivi d'une randonnée de 45 minutes sur une piste forestière,,,.

## Histoire
Il fut construit au milieu des années 1930 pour traverser la gorge Maungaparua, afin de rendre accessible une région que le gouvernement commençait alors à vendre à des agriculteurs « pionniers », dont la plupart étaient vétérans de la Première Guerre mondiale.
C'est le Département des travaux publics (en) qui construit le pont entre janvier 1935 et juin 1936, par le biais d'une entreprise de construction basée dans une ville proche, Raetihi. Long de 40 mètres, il passe à 38 mètres au-dessus du ruisseau. La main-d'œuvre nécessaire à sa construction coûta 598 livres, 11 shillings et 7 pence, et le transport de tout le matériel (sur la route de la vallée de Mangapurua) coûta 419 livres 14 shillings. La construction prit du temps en raison des inondations, des glissements de terrain et des délais de la livraison du matériel.

## Devenir
La forêt native, avait été déboisée et nettoyée et un total de 35 lots furent développés.
Une école fut ouverte pendant les quelques années où la vallée  prospéra.
Toutefois la viabilité économique et les problèmes associés à l’éloignement ainsi que les difficultés d’accès , firent que de nombreuses familles abandonnèrent leurs fermes rapidement.
En 1942, il ne restait seulement que  3 familles.
Après une inondation majeure survenue en janvier, le Gouvernement déclina la demande de débloquer d’autres fonds pour l’entretien des routes et il ferma officiellement la vallée en mai 1942.
La  disparition de la route, des clôtures, la persistance d’arbres exotiques, occasionnellement de quelques cheminées en briques, et surtout ce pont, servent à maintenir le souvenir d’une colonisation de la vallée de Mangapurua.